# Chang Chen-yue
Chang Chen-yue, también conocido como A-Yue (chino simplificado: 张震岳, chino tradicional:張震嶽,pinyin: Zhang Zhènyùe; Wade-Giles: Chang Chen-yue, nacido el 2 de mayo de 1974) es un cantante y músico de rock taiwanés (descendiente de la tribu Amis de Taiwán) conocido por sus canciones tituladas en 1998 "Ai Wo Bie Zou". También es cantante, compositor y guitarrista, y también de música dance como DJ bajo el seudónimo de DJ Orange. Chang también es líder de la banda, Free Night, conocido también como Free9. En su reciente LP, Chang también ha incursionado en el estilo musical del hip hop con una colaboración con el rapero MC HotDog en la canción "Wo Yao Qian" (Necesito dinero). La colaboración se repitió también esta vez con el Parlamento Europeo. También Chang es actor que ha participado en varias películas. Su película de 1998 de conexión Destino (超级 公民), dirigida por Wan Jen, fue exhibida en el Festival de Cine de Venecia.

## Biografía
La experiencia de asistir a un coro de la iglesia a una edad temprana hizo que Zhang Zhen yue comenzara a interesarse por la música  . Comenzó a aprender a tocar la guitarra en el medio del país y gradualmente tocó la música rock . Firmó un contrato con Rolling Stone Records durante el concurso de canciones folclóricas de barcos de madera. Zhang Zhen yue, quien asistió a la escuela secundaria, lanzó su primer álbum " I Love You " en diciembre de 1993 después de transferirse a Taipéi. Después de aproximadamente medio año (23 de junio de 1994), lanzó su segundo álbum, " Flower Opened". 
- Después de la graduación, Zhang Zhenyue se alistó en el ejército y se unió al Cuerpo de Marines . Zhang Zhen Yue en los militares equipos de arte e ingeniería para conocer las personas mayores Amon (Ng Meng Hui), los dos decidieron sobre la composición de los veteranos de la orquesta " free night  " (free 9), servido por Amon bajo de la mano al mismo tiempo que la orquesta, y se ha encontrado y Amon Los bateristas de la orquesta "High Club", A Ping (Pan Ruiping) y el guitarrista Ade (Song Rende). free night después de su creación en Kaohsiung restaurantes, bares, espectáculos, de vuelta a Taipéi un año más tarde, en la compañía discográfica envió un rollo de demos más tarde, en octubre de 1997 en una combinación de "Yue + free night" se lanzó el álbum " La Es muy aburrido por la tarde .

- Más tarde, Zhang Zhenyue también lanzó dos álbumes de música electrónica en abril y julio de 2001 bajo el nombre de "DJ Orange" , a saber, " ORANGE " y " ORANGE2 ".

- El 19 de diciembre de 2003, Zhang Zhenyue y Free Night fueron a " House of Blues ", una gran cadena de espectáculos de música en Hollywood , EE. UU.. Aproximadamente diez meses después (octubre de 2004), comenzó una gira por Norteamérica "Kill Kitty". Recorrido por las diez principales ciudades, incluidas San Francisco , Los Ángeles , Vancouver , Filadelfia , Washington , Nueva York , Boston , Chicago , Houston y Hollywood .

- En agosto de 2008, Zhang Zhenyue y Luo Dayou , Li Zongsheng y Zhou Huajian formaron una línea de orquesta y Zhang Zhenyue sirvió como baterista. Después de la hazaña del concierto de la gira mundial con un total de 54 juegos en un año, gradualmente se hizo evidente, y junto con los hermanos mayores, el "camino del paraíso de clase mundial", lo que le permitió a A-yue prosperar en todos los aspectos, la energía musical La elaboración de la cerveza es aún más estable

- Desde junio de 2013, Zhang Zhenyue ha lanzado el "Dynamic Day World Tour Concert", la primera parada en Hong Kong, Hung Hom, A-yue y su compañero de música favorito "Sunny Day Orchestra aka Bao Lida Big Band" Station Shanghái Mercedes Benz Centro cultural

- El 5 de julio de 2013, Zhang Zhenyue regresó a la naturaleza desde la ciudad, reuniendo los poderes musicales que se han reflejado repetidamente en la vida y el medio ambiente para lanzar el álbum " I am Haiya Gumu"; Ayal Komod es Zhang Zhenyue. El nombre del Ami, intenta recuperar el respeto de la gente en la tierra y practica la confrontación con los problemas ambientales con acción. Una vez más, la observación aguda refleja la cara del "mundo real".

- El 10 de julio de 2015, Zhang Zhenyue y el cantante de rap chino MC HotDog , junto con el recién llegado del círculo de música china hip hop Wang Nuggen MJ116 , realizaron una conferencia de prensa en Beijing para anunciar el lanzamiento oficial de la " Gira mundial de los hermanos del sol negro". Amplíe y anuncie la llegada oficial de la era de los "Hermanos de los Hermanos".

- El 12 de mayo de 2016, el miembro del Consejo Legislativo del Partido Democrático Progresista , Chen Ting yi , dijo en una pregunta del Yuan Legislativo que el Día de la Madre de este año , el Ministerio de Defensa Nacional de la República de China publicó un miembro de la Brigada de Reconocimiento Anfibio del Cuerpo de Marines en Facebook , y fue atado a una hemorragia nasal. Tomar fotos de natación puede afectar la efectividad del reclutamiento . El 13 de ese mismo mes, Zhang Zhen yue lo publicó en Facebook. El entrenamiento anfibio es casi cruel para el abuso. Sin embargo, él cree que el desafío es superarse a sí mismo, el orgullo y el honor, y la dedicación al país. Después de todo, Cuando ocurre la guerra, los soldados deben sacrificar sus vidas para defender a la gente, pero esos valores e ideas ya no existen; un pequeño soldado puede completar el gran yo y proteger al pueblo, y este espíritu desinteresado no debe reducirse a la saliva política  .

- En 2017, fue el productor y juez del programa de " Hip-Hop en China" .

- En 2018, se desempeñó como productor estrella y juez de " New Rap de China ".
  - La experiencia de asistir a un coro de la iglesia a una edad temprana hizo que Zhang Zhenyue comenzara a interesarse por la música  . Comenzó a aprender a tocar la guitarra en el medio del país y gradualmente tocó la música rock . Firmó un contrato con Rolling Stone Records durante el concurso de canciones folclóricas de barcos de madera . . Zhang Zhenyue, quien asistió a la escuela secundaria, lanzó su primer álbum " I Love You " en diciembre de 1993 después de transferirse a Taipéi. Después de aproximadamente medio año (23 de junio de 1994), lanzó su segundo álbum, " Flower Opened". No. " La experiencia de asistir a un coro de la experiencia de asistir a un coro de la  La experiencia de asistir a un coro de la  La experiencia de asistir a un coro de la
  - Después de la graduación, Zhang Zhenyue se alistó en el ejército y se unió al Cuerpo de Marines . Zhang Zhen Yue en los militares equipos de arte e ingeniería para conocer las personas mayores Amon (Ng Meng Hui), los dos decidieron sobre la composición de los veteranos de la orquesta " noche gratis " (free 9), servido por el Amon bajo de la mano al mismo tiempo que la orquesta, y se ha encontrado y Amon Los bateristas de la orquesta "High Club", A Ping (Pan Ruiping) y el guitarrista Ade (Song Rende). Noche libre después de su creación en Kaohsiung restaurantes, bares, espectáculos, de vuelta a Taipéi un año más tarde, en la compañía discográfica envió un rollo de demos más tarde, en octubre de 1997 en una combinación de "Yue + Noche libre" se lanzó el álbum " La Es muy aburrido por la tarde .
  - Más tarde, Zhang Zhenyue también lanzó dos álbumes de música electrónica en abril y julio de 2001 bajo el nombre de "DJ Orange" , a saber, " ORANGE " y " ORANGE2 ".
  - El 19 de diciembre de 2003, Zhang Zhenyue y Free Night fueron a " House of Blues ", una gran cadena de espectáculos de música en Hollywood , EE. UU.. Aproximadamente diez meses después (octubre de 2004), comenzó una gira por Norteamérica "Kill Kitty". Recorrido por las diez principales ciudades, incluidas San Francisco , Los Ángeles , Vancouver , Filadelfia , Washington , Nueva York , Boston , Chicago , Houston y Hollywood . La experiencia de asistir a un coro de la La experiencia de asistir a un coro de la  La experiencia de asistir a un coro de la  La experiencia de asistir a un coro de la  La experiencia de asistir a un coro de la  La experiencia de asistir a un coro de la  La experiencia de asistir a un coro de la  La experiencia de asistir a un coro de la  La experiencia de asistir a un coro de la  La experiencia de asistir a un coro de la  La experiencia de asistir a un coro de la  La experiencia de asistir a un coro de la
  - En agosto de 2008, Zhang Zhenyue y Luo Dayou , Li Zongsheng y Zhou Huajian formaron una línea de orquesta y Zhang Zhenyue sirvió como baterista. Después de la hazaña del concierto de la gira mundial con un total de 54 juegos en un año, gradualmente se hizo evidente, y junto con los hermanos mayores, el "camino del paraíso de clase mundial", lo que le permitió a Ayue prosperar en todos los aspectos, la energía musical La elaboración de la cerveza es aún más estable.
  - Desde junio de 2013, Zhang Zhenyue ha lanzado el "Dynamic Day World Tour Concert", la primera parada en Hong Kong, Hung Hom, Ayue y su compañero de música favorito "Sunny Day Orchestra aka Bao Lida Big Band" Station Shanghái Mercedes Benz Centro cultural
  - El 5 de julio de 2013, Zhang Zhenyue regresó a la naturaleza desde la ciudad, reuniendo los poderes musicales que se han reflejado repetidamente en la vida y el medio ambiente para lanzar el álbum " I am Haiya Gumu"; Ayal Komod es Zhang Zhenyue. El nombre del Ami, intenta recuperar el respeto de la gente en la tierra y practica la confrontación con los problemas ambientales con acción. Una vez más, la observación aguda refleja la cara del "mundo real".
  - El 10 de julio de 2015, Zhang Zhenyue y el cantante de rap chino MC HotDog , junto con el recién llegado del círculo de música china hip hop Wang Nuggen MJ116 , realizaron una conferencia de prensa en Beijing para anunciar el lanzamiento oficial de la " Gira mundial de los hermanos del sol negro". Amplíe y anuncie la llegada oficial de la era de los "Hermanos de los Hermanos".
  - El 12 de mayo de 2016, el miembro del Consejo Legislativo del Partido Democrático Progresista , Chen Tingyi , dijo en una pregunta del Yuan Legislativo que el Día de la Madre de este año , el Ministerio de Defensa Nacional de la República de China publicó un miembro de la Brigada de Reconocimiento Anfibio del Cuerpo de Marines en Facebook , y fue atado a una hemorragia nasal. Tomar fotos de natación puede afectar la efectividad del reclutamiento . El 13 de ese mismo mes, Zhang Zhenyue lo publicó en Facebook. El entrenamiento anfibio es casi cruel para el abuso. Sin embargo, él cree que el desafío es superarse a sí mismo, el orgullo y el honor, y la dedicación al país. Después de todo, Cuando ocurre la guerra, los soldados deben sacrificar sus vidas para defender a la gente, pero esos valores e ideas ya no existen; un pequeño soldado puede completar el gran yo y proteger al pueblo, y este espíritu desinteresado no debe reducirse a la saliva política .
  - En 2017, fue el productor y juez del programa de " Hip-Hop en China" .
  - En 2018, se desempeñó como productor estrella y juez de " New Rap de China ".

## Discografía
- I Just Like You (就是喜歡你) (1993)
- Have the Flowers Bloomed Yet? (花開了沒有) (1994)
- This Afternoon is Very Boring (這個下午很無聊) (1997)
- Secret Base (秘密基地) (1998)
- Trouble (有問題) (2000)
- Orange (ORANGE電子音樂專輯) (2001)
- Orange 2 (ORANGE電子音樂專輯2) (2001)
- One Of These Days (等我有一天) (2002)
- Useless Guy (The Best Of) (阿嶽正傳) (2004)
- Malasun (EP) (馬拉桑)  (2005)
- Goodbye (EP) (再見) (2005)
- OK (2007)